# Peter Gomez
Peter Gomez Homen (New York, 23 ottobre 1963) è un giornalista, saggista, conduttore televisivo, autore televisivo, opinionista e blogger statunitense naturalizzato italiano, fondatore e dal 23 settembre 2009 direttore della versione online de il Fatto Quotidiano.

## Biografia
Peter Gomez nasce da Filippo Gomez Homen, agente pubblicitario, e Fabricia Fossati a New York, città in cui si trovavano per ragioni di lavoro. Dopo gli studi elementari a Firenze trascorre la giovinezza a Verona, dove frequenta il liceo scientifico Messedaglia, quindi la facoltà di giurisprudenza e al contempo una scuola di giornalismo. Abbandonati gli studi universitari, nel 1984 inizia a lavorare al quotidiano veronese L'Arena.
Trasferitosi a Milano nel 1986, approda a il Giornale per poi seguire il fondatore Indro Montanelli a La Voce lungo tutti i tredici mesi di vita di quel quotidiano (1994-1995).
Dal 1996 a 2009 è inviato de L'Espresso, dove si occupa di tutti i più importanti casi di corruzione politica e giudiziaria, nonché di mafia, e contestualmente anche collaboratore di MicroMega. Segue tutti i principali scandali politici italiani, tra cui: Tangentopoli, le stragi di mafia del 1992-93, i rapporti tra Silvio Berlusconi e Cosa nostra, oggetto di molti suoi libri d'indagine. Autore di decine di scoop e di una quindicina di saggi, passa alla cronaca giudiziaria al giornalismo investigativo. I suoi saggi, molti dei quali scritti assieme a Marco Travaglio, rientrano nelle classifiche dei libri più venduti.
Nel 2009, lasciato L'Espresso, è tra i fondatori de il Fatto Quotidiano, del quale fin dall'inizio dirige la versione online tenendovi anche un proprio blog. Dal 2017 dirige anche la rivista mensile del quotidiano, FQ Millennium.
Opinionista televisivo per Rai e LA7, dall'ottobre 2017 conduce sul canale Nove il programma La confessione, nel quale intervista personaggi famosi. Nel settembre 2019 presenta anche due inchieste televisive sul mondo delle droghe e della pornografia, dal titolo Enjoy. Nella stagione 2019-2020 conduce, sempre su Nove, la rubrica quotidiana di approfondimento e di attualità Sono le venti.
Nel febbraio 2024 passa a Rai 3 con La confessione, prima in seconda serata e poi in access prime time.
Dal 29 marzo 2025 conduce nell'access prime time di Rai 3 Un alieno in patria.

## Vita privata
Ha avuto una figlia, Olga, con la ex compagna Laura Urbinati, stilista romana. È ateo.

## Curiosità
- Peter Gomez appare nel videoclip del singolo Ciao ciao del gruppo La Rappresentante di Lista.

## Pubblicazioni
- O mia bedda Madonnina. Cosa Nostra a Milano vent'anni di affari e politica. (Goffredo Buccini e Peter Gomez), Milano, Rizzoli, 1993. ISBN 88-17-84241-9
- L'intoccabile. Berlusconi e cosa nostra (Peter Gomez e Leo Sisti) Roma, Kaos Edizioni, 1997. ISBN 88-7953-064-X
- Piedi puliti (Leonardo Coen, Peter Gomez e Leo Sisti), Milano, Garzanti, 1998. ISBN 88-11-73866-0
- La repubblica delle banane (Peter Gomez e Marco Travaglio), Roma, Editori Riuniti, 2001. ISBN 88-359-4915-7
- Mani pulite. La vera storia, dieci anni dopo. Da Mario Chiesa a Silvio Berlusconi (Gianni Barbacetto, Peter Gomez e Marco Travaglio), Roma, Editori Riuniti, 2002. ISBN 88-359-5241-7; Nuova edizione aggiornata, Milano, Chiarelettere, 2012; Nuova ed. riveduta, Mani pulite. 25 anni dopo, PaperFirst, 2017.
- Lo chiamavano impunità. La vera storia del caso SME e tutto quello che Berlusconi nasconde all'Italia e all'Europa (Marco Travaglio e Peter Gomez), Roma, Editori Riuniti, 2003. ISBN 88-359-5437-1
- Bravi ragazzi. La requisitoria di Boccassini, l'autodifesa di Previti & C. Tutte le carte dei processi Berlusconi-toghe sporche (Marco Travaglio e Peter Gomez), Roma, Editori Riuniti, 2003. ISBN 88-359-5374-X
- Berlusconi, opuscolo tradotto in quattro lingue e distribuito da Gianni Vattimo a tutti i Parlamentari europei il 2 luglio 2003.
- Regime. Biagi, Santoro, Massimo Fini, Freccero, Luttazzi, Sabina Guzzanti, Paolo Rossi, TG, GR e giornali: storie di censure e bugie nell'Italia di Berlusconi. Postfazione di Beppe Grillo (Marco Travaglio e Peter Gomez), Milano, BUR Biblioteca Universale Rizzoli, 2004. ISBN 88-17-00246-1
- L'amico degli amici. Perché Marcello Dell'Utri è stato condannato a nove anni in primo grado per concorso esterno in associazione mafiosa. La requisitoria dei PM e la memoria della difesa (Marco Travaglio e Peter Gomez), Milano, BUR Biblioteca Universale Rizzoli, 2005. ISBN 88-17-00707-2
- Inciucio. Come la sinistra ha salvato Berlusconi. La grande abbuffata RAI e le nuove censure di regime, da Molière al caso Celentano. L'attacco all'Unità e l'assalto al Corriere. (Peter Gomez e Marco Travaglio. Vignette di Ellekappa), Milano, BUR Biblioteca Universale Rizzoli, 2005. ISBN 88-17-01020-0
- Le mille balle blu. Detti e contraddetti, bugie e figuracce, promesse e smentite, leggi vergogna e telefonate segrete dell'uomo che da dodici anni prende in giro gli italiani: Napoleone Berlusconi (Peter Gomez e Marco Travaglio), Milano, BUR Biblioteca Universale Rizzoli, 2006. ISBN 88-17-00943-1
- Onorevoli Wanted (Peter Gomez e Marco Travaglio), Roma, Editori Riuniti, 2006. ISBN 88-359-5772-9
- E continuavano a chiamarlo impunità (Peter Gomez e Marco Travaglio), Roma, Editori Riuniti, 2007. ISBN 978-88-359-5965-6
- I complici. Tutti gli uomini di Bernardo Provenzano da Corleone al Parlamento (Lirio Abbate e Peter Gomez), Roma, Fazi Editore, 2007. ISBN 978-88-8112-786-3
- Mani Sporche. 2001-2007. Così Destra e Sinistra si sono mangiati la II Repubblica (Peter Gomez, Marco Travaglio e Gianni Barbacetto, Milano, Chiarelettere, 2007. ISBN 978-88-6190-002-8
- Se li conosci li eviti. Raccomandati, riciclati, condannati, imputati, ignoranti, voltagabbana, fannulloni del nuovo Parlamento (Peter Gomez e Marco Travaglio), Milano, Chiarelettere, 2008.
- Il bavaglio (Peter Gomez, Marco Lillo, Marco Travaglio), Milano, Chiarelettere, 2008.
- Papi: uno scandalo politico (Peter Gomez, Marco Lillo, Marco Travaglio), Milano, Chiarelettere, 2009.
- Il regalo di Berlusconi (Peter Gomez, Antonella Mascali), Milano, Chiarelettere, 2009.
- Il partito dell'amore (Peter Gomez e Marco Travaglio), Roma, Gruppo Editoriale L'Espresso, 2010.
- Mani pulite, vent'anni dopo (Peter Gomez, Marco Travaglio e Gianni Barbacetto), Milano, Chiarelettere, 2012.
- Roberto Forchettoni (Gianni Barbacetto, Peter Gomez, Vittorio Malagutti, Antonella Mascali, Giorgio Meletti, Davide Milosa, Antonio Padellaro e Davide Vecchi), Roma, Il Fatto Quotidiano, 2012.
- Mani pulite 25 anni dopo (Peter Gomez, Marco Travaglio e Gianni Barbacetto), Milano, PaperFirst, 2017.
- Il vecchio che avanza. I fatti, le storie, i protagonisti. Guida informata per un voto consapevole, Milano, Chiarelettere, 2018.
- La Repubblica degli impuniti (Peter Gomez, Valeria Pacelli, Giovanna Trinchella), Milano, PaperFirst, 2019.

## Televisione
- La confessione (NOVE, 2017-2023, Rai 3, dal 2024)
- Enjoy (NOVE, 2019)
- Sono le venti (NOVE, 2020)
- Un alieno in patria (Rai 3, dal 2025)

## Filmografia
- Si muore tutti democristiani (2018), regia de Il Terzo Segreto di Satira